# Minervabrunnen (Altona)

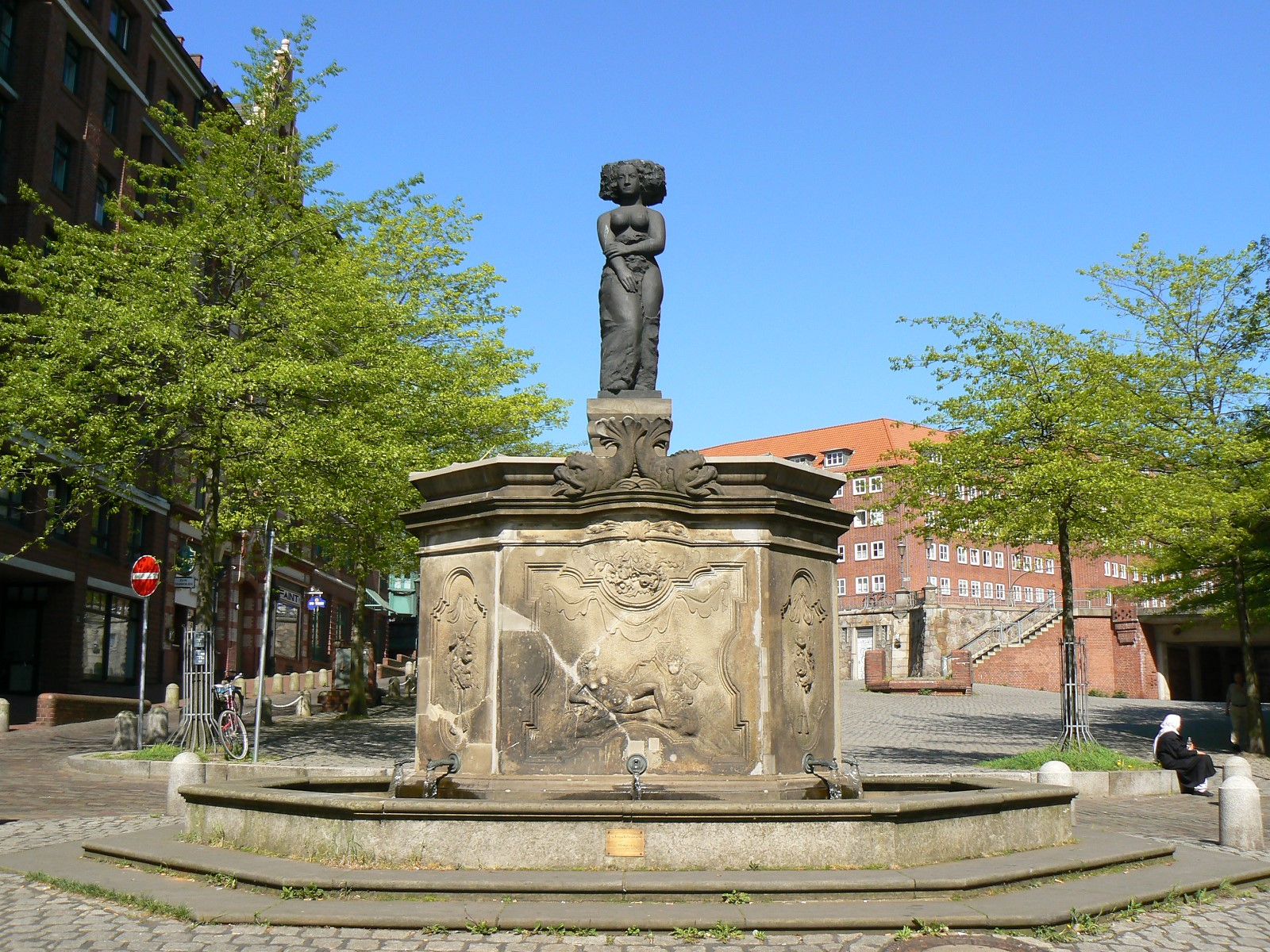
Der Brunnen im Jahr 2008

Der Minervabrunnen, heute auch als Fischmarktbrunnen bekannt, ist ein barocker Brunnen in Hamburg-Altona.

## Geschichte
Seit 1719 stand auf dem Altonaer Fischmarkt ein Springbrunnen aus Holz. Da dieses Material sich nicht als dauerhaft erwies, musste er bald ersetzt werden. Im Jahr 1722 wurde die „Brunnengesellschaft von 1722“ gegründet, die einen Bildhauer mit der Gestaltung eines Brunnens aus Sandstein beauftragte. Der 1742 errichtete Brunnen besaß einen Brunnenkasten, der mit Reliefs geschmückt war. Sie zeigten Amor und Psyche zwischen Blumengebinden unter zwei Delphinen. Die eigentliche Brunnenfigur stellte Minerva dar, die Göttin der Weisheit, der Künste und des Handwerks.
122 Jahre lang blieb der Brunnen an seinem ursprünglichen Standort. Im Zuge des Ausbaus des Fischmarkts musste er einer Pferdebahnhaltestelle weichen und wurde 1864 in den Hof des Waisenhauses an der Königstraße versetzt. Der nächste Ortswechsel fand während des Ersten Weltkriegs statt. Der Brunnen wurde nun geteilt. Die zu diesem Zeitpunkt schon beschädigte Minervafigur wurde im Keller des Alten Rathauses untergebracht, das Brunnenbecken zunächst in der Heiligen-Geist-Kapelle. 1929 wurde das Becken – ohne die Brunnenfigur – auf dem Münzmarkt aufgestellt. 1942 wurde es wieder abgebaut und im Lager des Tiefbauamtes eingelagert. Erst 20 Jahre später wurde es wieder aufgestellt, diesmal in den Grünanlagen an der Billrothstraße. 
1989 ersetzte Hans Kock die stark beschädigte alte Minervafigur durch eine neue. Nachdem der Fischmarkt saniert worden war, wurde der Brunnen wiederum versetzt. Er befindet sich nun im nördlichen Teil des Marktplatzes, wo er auch ursprünglich stand.

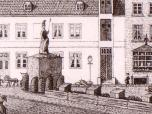
Der Brunnen vor seiner Versetzung in die Königstraße
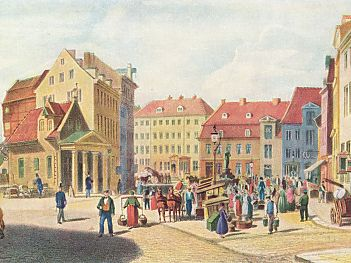
Der Altonaer Fischmarkt mit dem Minervabrunnen in der Mitte des 19. Jahrhunderts, Lithographie von Wilhelm Heuer
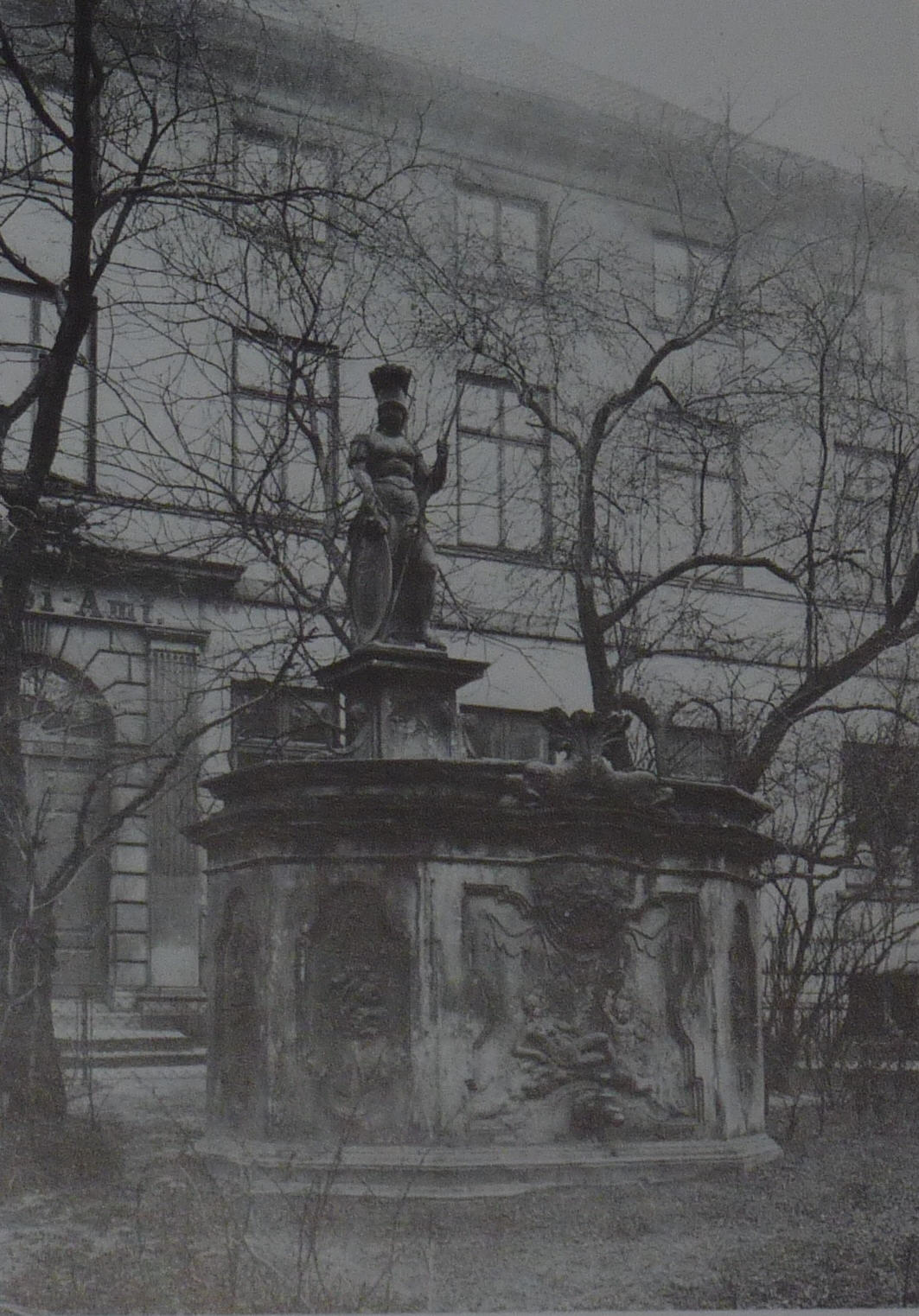
Der Minervabrunnen um 1900